# Saint-Jean (Alto Garona)
Saint-Jean (Sant Joan lo Vièlh en lengua occitana) es una comuna francesa del departamento del Alto Garona en la región de Mediodía-Pirineos. Se encuentra dentro del área urbana de Toulouse, al noreste de la ciudad.

## Historia
El origen del nombre de Saint-Jean parece remontarse al Siglo XII, cuando el lugar queda anexado a un priorato de caballeros de la Orden de Malta situado sobre el lugar llamado Estaquebiau de la comuna.
La comuna fue unida durante el Antigua Régimen a la de l'Union (comuna contigua al otro lado del camino Toulouse-Albi) adquiriendo en 1791 el nombre de Saint-Jean de Kyrie-Eleison pese a las reticencias de los habitantes de ambas. Seguirían juntas hasta 1816 cuando el Consejo municipal decide su separación (decisión confirmada por el prefecto en 1868)..

## Demografía
| 650 | 1 887 | 4 787 | 6 512 | 7 168 | 8 362 |
| Para los censos de 1962 a 1999 la población legal corresponde a la población sin duplicidades (Fuente: INSEE [Consultar]) |       |       |       |       |       |

## Monumentos

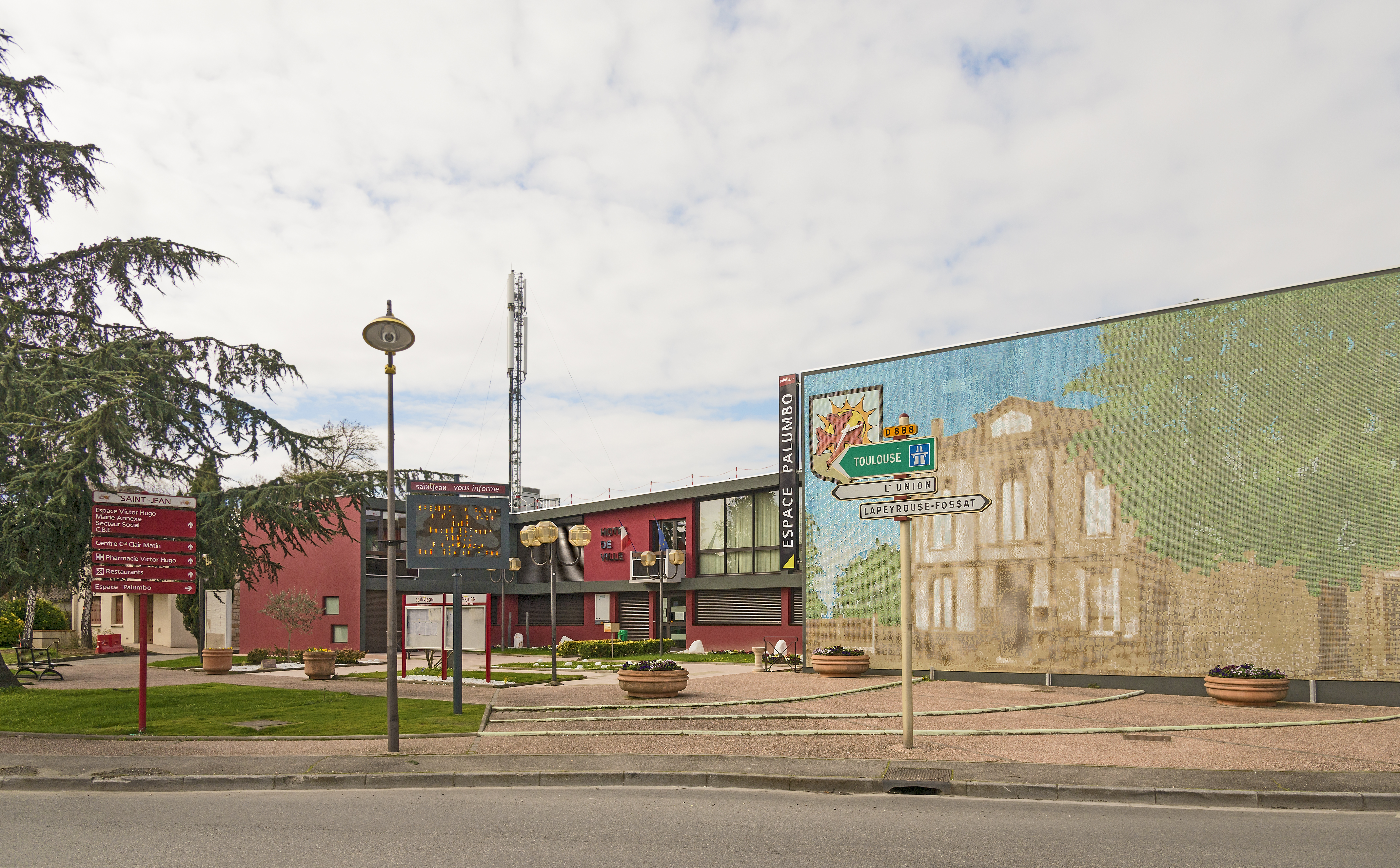
El ayuntamiento.
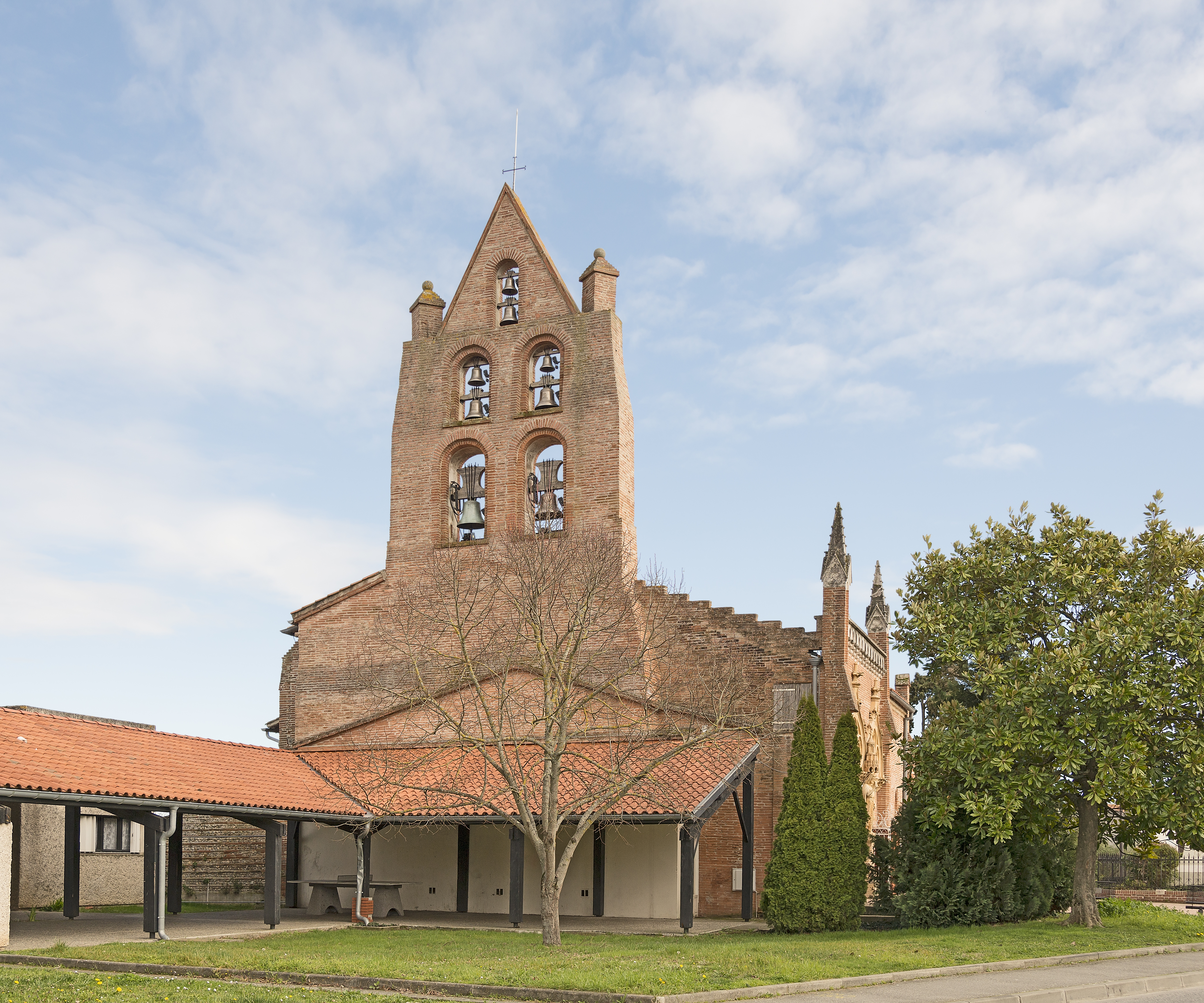
Iglesia.
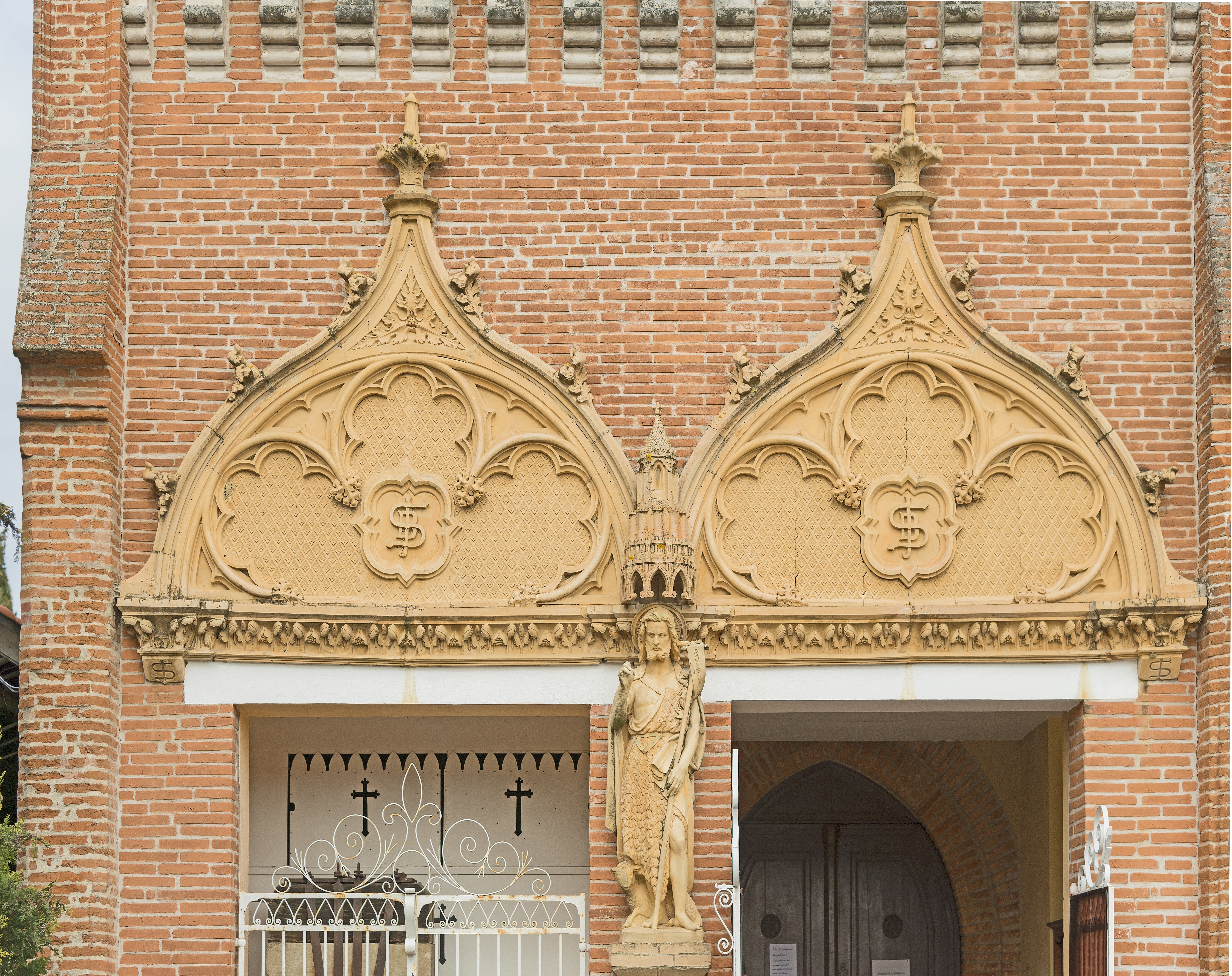